# Президент Греции
Президент Греции (греч. Πρόεδρος της Ελληνικής Δημοκρατίας — президент Греческой Республики) — высшее должностное лицо Греческой Республики. Официальная резиденция — Президентский дворец в Афинах. Греция является парламентской республикой, и её президент исполняет церемониальные функции; реальные властные полномочия находятся в руках главы правительства.

## История
21 апреля 1967 года, в результате государственного переворота, к власти в Греции пришли «чёрные полковники». 1 июня 1973 года лидер хунты Георгиос Пападопулос упразднил греческую монархию и провозгласил себя президентом республики. Референдум 29 июля подтвердил смену режима и принял новую конституцию, которая устанавливала президентскую республику. Эта попытка контролируемой демократизации была прекращена 25 ноября свержением Пападопулоса бригадным генералом Димитриосом Иоаннидисом. Формально республика и её символы были сохранены, но они были не более чем прикрытием для военного режима. Президентом республики был назначен генерал-лейтенант Федон Гизикис, однако реальная власть находилась в руках Иоаннидиса.
После падения хунты и возвращения к гражданскому правлению под руководством Константиноса Караманлиса в августе 1974 года конституционные акты военного режима были признаны недействительными, и 8 декабря был проведён новый референдум, подтвердивший отмену монархии. В это время Гизикис оставался на посту президента. После референдума его сменил первый избранный президент Михаил Стасинопулос.
Новая конституция, обнародованная 11 июня 1975 года, провозгласила Грецию «президентской парламентской демократией», полномочия президента были сокращены. Поправки в неё вносились в 1985, 2001, 2008 и 2019 годах.
После реформы 1986 года президент является церемониальной фигурой, а полнота политической власти была передана премьер-министру страны.

## Полномочия
Президент Греции является Верховным главнокомандующим Вооружённых сил. Он представляет Грецию на мировой арене, встречается с послами, подписывает договоры, однако не обладает полномочиями, например, наложить на закон вето или отправить премьер-министра в отставку.

## Выборы президента
Президента Греции избирают парламентом, а не через всеобщее голосование, сроком на 5 лет. Статья 32 Конституции Греции предусматривает, что президент должен быть избран на специальной сессии парламента, по крайней мере за месяц до окончания президентского срока предшественника. Срок полномочий президента может быть продлён в случае войны или если выборы нового президента не будут завершены в срок.

## Присяга
Перед вступлением в должность президент приносит присягу:

Я клянусь (во имя Святой, единосущной и неделимой Троицы), защищать Конституцию и законы, обеспечивать их добросовестное соблюдение, защищать национальную независимость и территориальную целостность страны, защищать права и свободу греков и служить общим интересом и прогрессу греческого народа.
Оригинальный текст (греч.)Ορκίζομαι στο όνομα της Aγίας και Oμοούσιας και Aδιαίρετης Τριάδας να φυλάσσω το Σύνταγμα και τους νόμους, να μεριμνώ για την πιστή τους τήρηση, να υπερασπίζω την εθνική ανεξαρτησία και την ακεραιότητα της Xώρας, να προστατεύω τα δικαιώματα και τις ελευθερίες των Ελλήνων και να υπηρετώ το γενικό συμφέρον και την πρόοδο του Ελληνικού Λαού.

## Штандарты

Президентский штандарт
В 1924—1935 гг.
В 1973—1975 гг., при режиме «чёрных полковников»
С 1975 года

## Список президентов Греции
Список включает президентов Греции с 1828 года.
| Имя                            | Начало полномочий | Окончание полномочий |
| Первая республика              | Первая республика | Первая республика    |
| ------------------------------ | ----------------- | -------------------- |
| Иоанн Каподистрия              | 24 января 1828    | 9 октября 1831       |
| Августинос Каподистрия         | 9 октября 1831    | 9 апреля 1832        |
| Вторая республика              |                   |                      |
| адмирал Павлос Кунтуриотис     | 25 марта 1924     | 15 марта 1926        |
| генерал Теодорос Пангалос      | 15 марта 1926     | 24 августа 1926      |
| адмирал Павлос Кунтуриотис     | 24 августа 1926   | 9 декабря 1929       |
| Александрос Заимис             | 9 декабря 1929    | 10 октября 1935      |
| Режим полковников              |                   |                      |
| полковник Георгиос Пападопулос | 1 июня 1973       | 25 ноября 1973       |
| генерал Федон Гизикис          | 25 ноября 1973    | 18 декабря 1974      |

| Президент                 | Фото              | Годы жизни        | Начало правления  | Конец правления   | Примечания                         |
| Третья республика         | Третья республика | Третья республика | Третья республика | Третья республика | Третья республика                  |
| ------------------------- | ----------------- | ----------------- | ----------------- | ----------------- | ---------------------------------- |
| Михаил Стасинопулос       |                   | 1903—2002         | 18 декабря 1974   | 19 июня 1975      | президент (временный)              |
| Константинос Цацос        |                   | 1899—1987         | 19 июня 1975      | 15 мая 1980       | 1-й президент                      |
| Константинос Караманлис   |                   | 1907—1998         | 15 мая 1980       | 10 марта 1985     | 2-й президент, 1-й срок            |
| Иоаннис Алеврас           |                   | 1912—1995         | 10 марта 1985     | 30 марта 1985     | Исполняющий обязанности президента |
| Христос Сардзетакис       |                   | 1929—2022         | 30 марта 1985     | 4 мая 1990        | 3-й президент                      |
| Константинос Караманлис   |                   | 1907—1998         | 4 мая 1990        | 10 марта 1995     | 4-й президент, 2-й срок            |
| Константинос Стефанопулос |                   | 1926—2016         | 10 марта 1995     | 12 марта 2005     | 5-й президент                      |
| Каролос Папульяс          |                   | 1929—2021         | 12 марта 2005     | 12 марта 2015     | 6-й президент                      |
| Прокопис Павлопулос       |                   | 1950—             | 13 марта 2015     | 13 марта 2020     | 7-й президент                      |
| Катерина Сакелларопулу    |                   | 1956—             | 13 марта 2020     | 13 марта 2025     | 8-й президент                      |
| Константинос Тасулас      |                   | 1959—             | 13 марта 2025     | действующий       | 9-й президент                      |